# ДТ-54 (трактор)
ДТ-54 — гусеничний сільськогосподарський трактор загального призначення.
Трактор випускався з 1949 по 1963 рік Сталінградським тракторним заводом, з 1949 по 1961 Харківським тракторним заводом, з 1952 по 1979 Алтайським тракторним заводом. Всього побудовано 957 900 одиниць.
Трактор призначався для роботи з 4-х або 5-ти корпусним плугом та іншими причіпними с/г машинами, в тому числі з приводом від валу відбору потужності. Діапазон тягових зусиль трактора становив від 1000 до 2850 кг, діапазон робочих швидкостей від 3,59 до 7,9 км/год, коробка передач мала 5 передач вперед і 1 задню. Чотирициліндровий дизельний двигун Д-54 у номінальному режимі (1300 об/хв) розвивав потужність 54 к. с..

## Трактор ДТ-54 в кіно

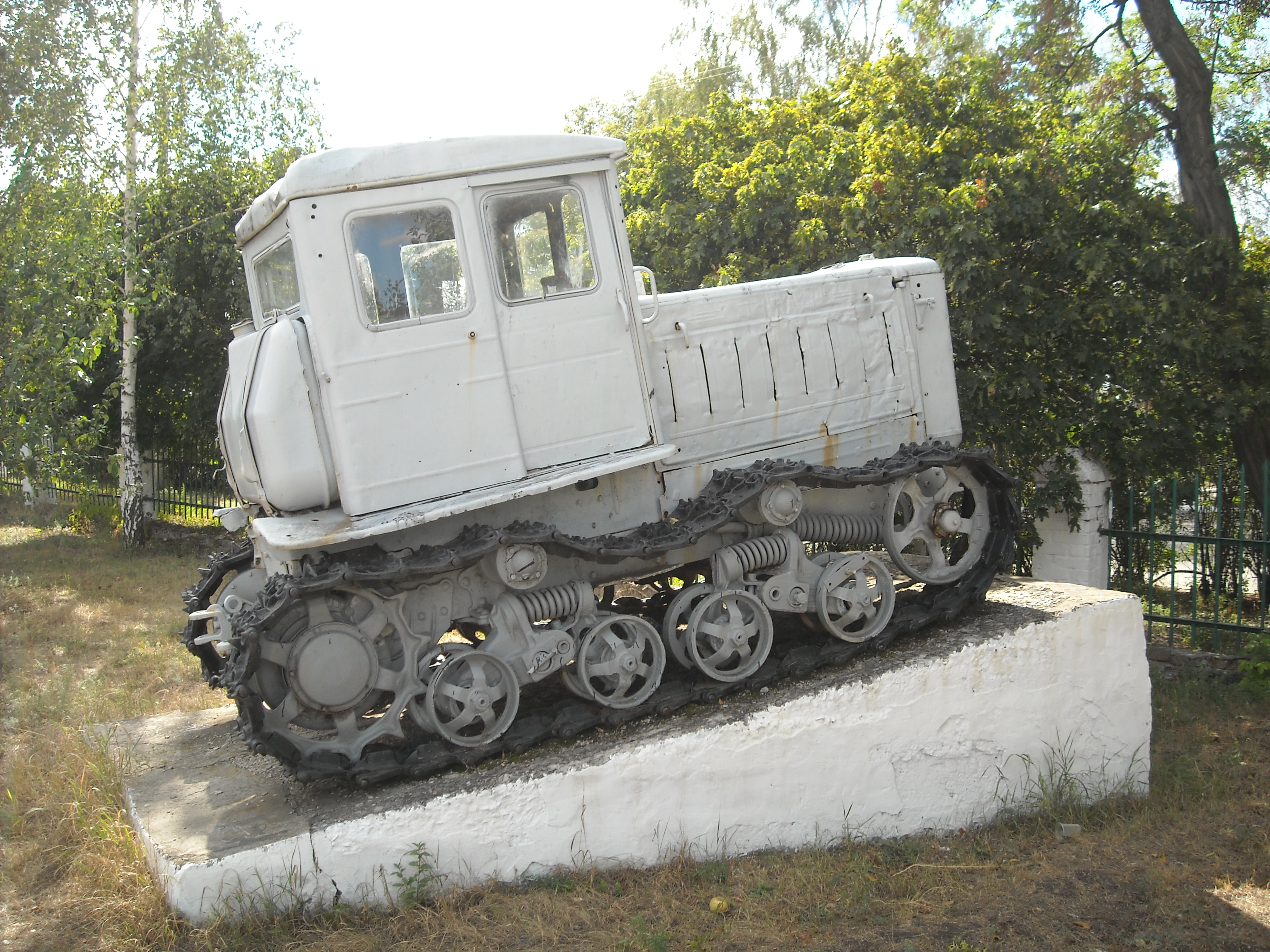
Пам'ятник трактор ДТ-54 в Рокитнянському професійному аграрному ліцеї

- Трактори ДТ-54 присутні у фільмі «Перший ешелон» (1955).
- Трактор ДТ-54 присутній у фільмі «Чужа рідня» (1955).
- У фільмі «Справа була в Пенькові» (1957) Матвій Морозов (актор Тихонов В. В.) і Зефіров (актор Медведєв Ю. М.) на двох тракторах ДТ- 54 влаштували змагання з «перетягування каната», на спір «чий трактор сильніше».
- На тракторі ДТ-54 обробляв поле актор Харитонов Л. В., виконуючи роль Івана Бровкіна на зйомках фільму «Іван Бровкін на цілині» (1958). Зйомки проходили в радгоспі «Комсомольський» Оренбурзької області.
- ДТ-54 присутній у фільмі «Перший парубок» (1958).
- Трактор ДТ-54 присутній у фільмі «Сварка в Лукашах» (1959).
- Трактори ДТ-54 показані у фільмі «Битва в дорозі» (1961), дія якого відбувається на заводі, що виробляє ці трактори.
- Різні ДТ-54 присутні у фільмі «Хід конем» (1962).
- Трактор ДТ-54 присутній у фільмі «Калина червона» (1974).
- ДТ-54 тоне в ополонці у фільмі «Територія» (2015) Олександра Мельника.

## Трактори-пам’ятники в Україні
- У селі Рокитне Нововодолазького району Харківської області на території Рокитнянського професійного аграрного ліцею
- На території Глухівського агротехнічного інституту
- Синельникове, вул. Ватутіна, 53, район сільгосптехніки
- Новоодеський район, Село Гур'ївка, траса Миколаїв — Нова Одеса